# Élections fédérales canadiennes de 1957
L'élection fédérale canadienne de 1957 se déroule le 10 juin 1957 dans le but d'élire les députés de la 23e législature à la Chambre des communes du Canada. Une victoire-surprise du Parti progressiste-conservateur du Canada, dirigé par John Diefenbaker, met fin à 22 ans de gouvernements libéraux.

## Contexte
Les libéraux avaient remporté plusieurs élections de suite en prônant la gestion fiscale efficace et des politiques modérées et conciliatoires. Dans les années 1950, la perception de plusieurs est que le parti est devenu arrogant. Des débats controversés, comme celui en 1956 sur la construction d'un pipeline transcanadien, avaient nui au gouvernement et l'avaient exposé à des accusations d'arrogance. De plus, les Canadiens de l'Ouest se sentent aliénés d'un gouvernement qui est selon eux dominé par l'Ontario et le Québec. Le premier ministre Louis St-Laurent, surnommé « l'oncle Louis », est toujours populaire, mais beaucoup pensent qu'il a perdu contact avec les Canadiens ordinaires.
En 1956, le Parti progressiste-conservateur élit à sa tête le charismatique et fougueux John Diefenbaker. Bien des gens ne l'aiment pas, et trouvent qu'il lui manque de l'expérience pour contrer avec succès les libéraux. Plusieurs tories l'appuient sans penser qu'ils ont réellement une chance de défaire les libéraux lors de la prochaine élection.
La campagne progressiste-conservatrice est fondée sur le nationalisme canadien et le besoin de changement. Les tories mettent de l'avant leur côté Red Tory, promettant de surpasser les dépenses des libéraux. Les libéraux sont attaqués comme des champions du marché libre qui laisseraient les Canadiens sans un filet de sécurité social adéquat. Un des éléments les plus ambitieux de la plateforme conservatrice est la New Frontier Policy, un programme de développement des infrastructures visant à peupler le Nord canadien.
La campagne libérale est bien moins ambitieuse, mettant de l'avant un message de stabilité avec des réformes modérées et la continuation d'une gérance compétente. L'économie est en plein essor et les libéraux estiment cela suffisant pour remporter l'élection. Les libéraux ont également des munitions à utiliser contre Diefenbaker : il est membre de l'ordre d'Orange et a déjà fait des remarques controversées contre les catholiques.
Toutefois, Diefenbaker devient le meilleur atout des progressistes-conservateurs. Ses origines ethniques attire de nouveaux partisans vers le parti tory, traditionnellement très anglo-saxon. Il tire également profit de son charisme. C'est la première élection canadienne à être télévisée, et bien que seulement une minorité de Canadiens possèdent un téléviseur, la plupart réussissent à voir les candidats pour lesquels ils sont appelés à voter. Diefenbaker paraissait honnête et dévoué, tandis que le septuagénaire Louis St-Laurent paraissait distant et sans humour.
Le pire moment des libéraux est le rassemblement au Maple Leaf Gardens à Toronto. Pendant un discours de Saint-Laurent, un manifestant de 15 ans saute sur la plateforme et déchire une affiche. Lorsque la sécurité apparaît pour l'enlever de la plateforme, le garçon fait une chute dans un escalier et se cogne la tête sur le plancher de béton, tombant sans connaissance. Même s'il est déterminé que le garçon n'est pas gravement blessé après avoir été ranimé, l'apparence d'avoir blessé un opposant lors du rassemblement fait mal aux libéraux. Diefenbaker se sert de l'incident dans ses discours, l'utilisant en même temps que le débat sur le pipeline pour renforcer la perception de l'arrogance des libéraux envers leurs opposants.
Le Parti du Crédit social fait campagne sur une promesse de réduire les impôts sur le revenu des particuliers en haussant le montant de base exempté d'impôt par 50 % pour compenser les effets de l'inflation ; ils promettent également une pension mensuelle de 60 $ pour les personnes âgées, plus 40 $ de plus par mois pour ceux dans le besoin ; un programme national de soins de santé pour les provinces qui le réclament ; la « parité des prix » pour les agriculteurs ; un programme pour vendre les surplus des produits de l'agriculture aux pays en voie de développement en acceptant leurs propres devises au lieu d'exiger le paiement en argent canadien ou américain ; des prêts à long terme et à faible intérêt pour encourager la construction de maisons et des réformes aux politiques de la Banque du Canada. Le Crédit social fait un gain de 4 sièges, augmentant également de façon modeste sa part des suffrages.
C'est la première campagne électorale au Canada à utiliser des techniques de publicité modernes. Les stratèges progressistes-conservateurs Dalton Camp et Allister Grosart mènent une campagne plus planifiée que toute autre dans l'histoire canadienne. Une stratégie importante était d'ignorer complètement le Québec — les stratèges conservateurs estiment que leurs chances sont minimes dans cette province. Ils croient également être en mesure de remporter l'élection sans l'aide du Québec.
En cette époque qui précède l'utilisation régulière des sondages d'opinion, les résultats sont une surprise pour la plupart des Canadiens, y compris la plupart des politiciens. Les libéraux récoltent le plus grand nombre de voix, mais perdent l'élection à cause de leurs majorités très concentrées au Québec. Dans l'Ouest, l'Ontario et les maritimes, les tories remportent suffisamment de sièges pour former un gouvernement minoritaire. Des ministres libéraux influents tels que C. D. Howe (le « ministre de tout ») sont défaits dans leurs circonscriptions.
La plupart des Canadiens sont contents du changement, et des célébrations spontanées apparaissent à divers endroits à travers le pays. Une anecdote maintenant célèbre : le présentateur de la CBC allume un cigare pour démontrer sa satisfaction du résultat.
La défaite des libéraux pousse plusieurs haut-placés libéraux à démissionner et à être remplacés par des membres plus jeunes. Saint-Laurent démissionne et est remplacé par Lester B. Pearson. Le gouvernement minoritaire conservateur dure moins d'un an avant que Diefenbaker déclenche une nouvelle élection, au cours de laquelle il remporte la plus grande majorité jamais enregistré jusqu'alors au Canada, incluant une forte récolte de sièges au Québec.

## Résultats

### Dans le pays
Taux de participation : 74,1 % des électeurs éligibles ont exercé leur droit de vote.
|                                                                                 |                                       |                                       |                     |        |        |          |               |          |         |
| Parti                                                                           | Parti                                 | Chef                                  | Nombre de candidats | Sièges | Sièges | Sièges   | Voix          | Voix     | Voix    |
| Parti                                                                           | Parti                                 | Chef                                  | Nombre de candidats | 1953   | Élus   | % Diff.  | Nombre absolu | %        | % Diff. |
|                                                                                 | Progressiste-conservateur             | John Diefenbaker                      | 256                 | 51     | 111    | +117,6 % | 2 564 732     | 38,81 %  | +7,79 % |
|                                                                                 | Libéral                               | Louis St-Laurent                      | 265                 | 169    | 104    | -38,5 %  | 2 692 986     | 40,75 %  | -7,67 % |
|                                                                                 | Social démocratique                   | M. J. Coldwell                        | 162                 | 23     | 25     | +8,7 %   | 707 828       | 10,71 %  | -0,57 % |
|                                                                                 | Crédit social                         | Solon Low                             | 114                 | 15     | 19     | +26,7 %  | 434 312       | 6,57 %   | +1,17 % |
|                                                                                 | Libéral indépendant                   | Libéral indépendant                   | 27                  | 2      | 2      | -        | 93 466        | 1,41 %   | +0,20 % |
|                                                                                 | Indépendant                           | Indépendant                           | 15                  | 3      | 2      | -33,3 %  | 70 060        | 1,06 %   | +0,02 % |
|                                                                                 | Progressiste-conservateur indépendant | Progressiste-conservateur indépendant | 6                   | -      | 1      | -        | 14 525        | 0,22 %   | +0,19 % |
|                                                                                 | Libéral-travailliste                  | Libéral-travailliste                  | 1                   | 1      | 1      | -        | 10 701        | 0,16 %   | -0,04 % |
|                                                                                 | Candidats des électeurs               | Réal Caouette                         | 1                   | *      | -      | *        | 8 129         | 0,12 %   | *       |
|                                                                                 | Ouvrier progressiste                  | Tim Buck                              | 10                  | -      | -      | -        | 7 760         | 0,12 %   | -0,94 % |
|                                                                                 | Crédit social indépendant             | Crédit social indépendant             | 2                   | -      | -      | -        | 2 737         | 0,04 %   | +0,03 % |
|                                                                                 | Canadian Democrat                     | Canadian Democrat                     | 1                   | *      | -      | *        | 628           | 0,01 %   | *       |
|                                                                                 | Liberal Conservative Coalition        | Liberal Conservative Coalition        | 1                   | *      | -      | *        | 252           | x        | *       |
|                                                                                 | Capital familial                      | Henri-Georges Grenier                 | 1                   | *      | -      | *        | 237           | x        | x       |
|                                                                                 | National Credit Control               | National Credit Control               | 1                   | *      | -      | *        | 122           | x        | *       |
| Total                                                                           | Total                                 | Total                                 | 862                 | 265    | 265    | -        | 6 608 475     | 100,00 % |         |
| Sources : http://www.elections.ca — Historique des circonscriptions depuis 1867 |                                       |                                       |                     |        |        |          |               |          |         |

Notes :
- * : parti non-enregistré lors de l'élection précédente
- x : moins de 0,005 % des voix

### Par province
| Parti                                 | Parti                          | Parti        | C-B  | AB   | SK   | MB   | ON   | QC   | N-B  | N-É  | ÎPE  | TNL  | TNO  | YK   | Total |
| ------------------------------------- | ------------------------------ | ------------ | ---- | ---- | ---- | ---- | ---- | ---- | ---- | ---- | ---- | ---- | ---- | ---- | ----- |
|                                       | Progressiste-conservateur      | Sièges :     | 7    | 3    | 3    | 8    | 61   | 8    | 5    | 10   | 4    | 2    | -    | -    | 111   |
|                                       | Progressiste-conservateur      | Voix (%) :   | 32,6 | 27,6 | 23,2 | 35,6 | 48,8 | 30,6 | 48,7 | 50,4 | 52,3 | 37,8 | 49,3 | 31,8 | 38,8  |
|                                       | Libéral                        | Sièges :     | 2    | 1    | 4    | 1    | 20   | 62   | 5    | 2    | -    | 5    | 1    | 1    | 104   |
|                                       | Libéral                        | Voix (%) :   | 20,5 | 27,9 | 30,3 | 26,1 | 36,6 | 57,6 | 48,1 | 45,1 | 46,6 | 61,9 | 50,7 | 68,2 | 40,8  |
|                                       | Social démocratique            | Sièges :     | 7    | -    | 10   | 5    | 3    | -    | -    | -    | -    | -    |      |      | 25    |
|                                       | Social démocratique            | Voix (%) :   | 22,3 | 6,3  | 36,0 | 23,7 | 12,1 | 1,8  | 0,9  | 4,4  | 1,0  | 0,3  |      |      | 10,7  |
|                                       | Crédit social                  | Sièges :     | 6    | 13   | -    | -    | -    | -    | -    | -    |      |      |      |      | 19    |
|                                       | Crédit social                  | Voix (%) :   | 24,2 | 37,8 | 10,5 | 13,2 | 1,6  | 0,2  | 1,0  | 0,1  |      |      |      |      | 6,6   |
|                                       | Libéral indépendant            | Sièges :     |      |      |      | -    | -    | 2    |      |      |      |      |      |      | 2     |
|                                       | Libéral indépendant            | Voix (%) :   |      |      |      | 0,7  | 0,2  | 4,8  |      |      |      |      |      |      | 1,4   |
|                                       | Independent                    | Sièges :     | -    | -    |      | -    | -    | 2    | -    |      |      |      |      |      | 2     |
|                                       | Independent                    | Voix (%) :   | xx   | xx   |      | 0,1  | xx   | 3,7  | 1,3  |      |      |      |      |      | 1,1   |
|                                       | PC indépendant                 | Sièges :     |      |      |      |      | -    | 1    |      |      |      |      |      |      | 1     |
|                                       | PC indépendant                 | Voix (%) :   |      |      |      |      | xx   | 0,8  |      |      |      |      |      |      | 0,2   |
|                                       | Libéral-travailliste           | Sièges :     |      |      |      |      | 1    |      |      |      |      |      |      |      | 1     |
|                                       | Libéral-travailliste           | Voix (%):    |      |      |      |      | 0,5  |      |      |      |      |      |      |      | 0,2   |
| Total sièges                          | Total sièges                   | Total sièges | 22   | 17   | 17   | 14   | 85   | 75   | 10   | 12   | 4    | 7    | 1    | 1    | 265   |
| Partis n'ayant remporté aucun siège : |                                |              |      |      |      |      |      |      |      |      |      |      |      |      |       |
|                                       | Candidats des électeurs        | Voix (%) :   |      |      |      |      |      | 0,5  |      |      |      |      |      |      | 0,1   |
|                                       | Ouvrier progressiste           | Voix (%) :   | 0,2  | 0,2  | 0,1  | 0,5  | 0,1  | 0,1  |      |      |      |      |      |      | 0,1   |
|                                       | Crédit social indépendant      | Voix (%) :   |      | 0,1  |      |      |      |      |      |      |      |      |      |      | xx    |
|                                       | Canadian Democrat              | Voix (%) :   | 0,1  |      |      |      |      |      |      |      |      |      |      |      | xx    |
|                                       | Liberal Conservative Coalition | Voix (%) :   |      |      |      |      | xx   |      |      |      |      |      |      |      | xx    |
|                                       | Capital familial               | Voix (%) :   |      |      |      |      |      | xx   |      |      |      |      |      |      | xx    |
|                                       | National Credit Control        | Voix (%) :   |      |      | xx   |      |      |      |      |      |      |      |      |      | xx    |

xx : moins de 0,05 % des voix